# Izzy Gaze
Isabella Charli Gaze (bekannt als Izzy Gaze; * 8. Mai 2004 in Haarlem, Niederlande) ist eine neuseeländische Cricketspielerin, die seit 2022 für die neuseeländischen Nationalmannschaft spielt.

## Kindheit und Ausbildung
Gaze wurde in den Niederlanden geboren, wo sie die ersten 18 Monate ihres Lebens verbrachte. Daraufhin zog ihre Familie nach Hongkong und Singapur, bevor sie sich in Neuseeland niederließ. In ihrer Jugend spielte Gaze zahlreiche Sportarten, bevor sie sich dem Cricket zuwand. Sie spielte in der Schulmannschaft und durchlief dann die Jugendmannschaften in Auckland. Sie war Teil der neuseeländischen Vertretung beim ICC U19 Women’s T20 World Cup 2023.

## Aktive Karriere
Zu Beginn des Jahres 2022 wurde Gaze ein Trainings-Camp für die Nationalmannschaft berufen. Daraufhin erhielt sie im Mai 2022 einen Vertrag mit dem neuseeländischen Verband. Das WTwenty20-Debüt in der Nationalmannschaft erfolgte bei den Commonwealth Games 2022, bei dem das Team die Bronze-Medaille gewann. Ihr WODI-Debüt folgte im September 2022 bei der Tour in den West Indies. In der Folge konnte sie sich zunächst nicht im Team etablieren und verpasste die Nominierung für den ICC Women’s T20 World Cup 2023. Erst danach fand sie dann ihren festen Platz im Team. Im März 2024 erreichte sie in den WTwenty20s gegen England ein Fifty über 51* Runs. In der Folge wurde sie für den ICC Women’s T20 World Cup 2024 nominiert.